# Naohiko Terashima
Naohiko Terashima (Japans: 寺島尚彦, Terashima Naohiko) (Prefectuur Tochigi, 4 juni 1930 – 23 maart 2004) was een Japans componist, muziekpedagoog en musicoloog.

## Levensloop
Terashima studeerde aan de Koriyama Kaisei Gakuen University and Colleges en wisselde aan de Tokyo National University of Fine Arts and Music in Tokio, waar hij bij Tomojirou Ikenouchi studeerde. In 1949 deed hij zijn examina en studeerde later nog musicologie. Tijdens een reis naar Okinawa studeerde hij de gebeurtenissen van de Slag om Okinawa en componeerde aansluitend een van zijn vooraanstaande werken A field of sugarcane (Satokibi batake).
Later werd hij professor voor compositie aan het Senzoku Gakuen College of Music, in Yokohama, Kanagawa. Ook zijn dochter Yusako Terashima is als sopraaniste werkzaam op het gebied van de muziekbeoefening. 
Als componist schreef hij werken voor harmonieorkest, koren, vocale muziek en filmmuziek. 

## Composities

### Werken voor harmonieorkest
- Crape myrtle, mars
- Kamkura

### Werken voor koren
- 1974 Blue sky, voor driestemmig koor (SAB) en piano - tekst: Shuntaro Tanikawa
- 1982 View on the countryside, voor driestemmig koor (SAB) en piano - tekst: Eiichi Sekine
- 1988 Little concerto, voor driestemmig koor (SABar) en piano - tekst: Ryou Kisaka
- 1989 Dragon Fire, voor gemengd koor, contrabas en piano - tekst: Eiichi Sekine
- 1993 Turtle, voor mannenkoor en piano - tekst: Nobukiyo Takahashi
- Aoi mugi, voor vrouwenkoor en piano - tekst: Eiichi Sekine
- Asa no shokei, voor vrouwenkoor en piano - tekst: Fujio Enoki
- Dobutsu no carnival, voor gemengd koor en piano - tekst: Fujio Enoki
- Evening on the beach, voor driestemmig koor (SAB) en piano - tekst: Eiichi Sekine
- Fuchigami, voor gemengd koor en piano
- Ongaku kai no sumire, voor vrouwenkoor en piano 
  1. Kita no sora
  2. Satokibi batake
  3. Kotori ga sora wo
  4. Oyasumi Yukidaruma
  5. Yuzu no mura kara
  6. Mishiranu kisetsu
  7. Mitsubachi no menuetto
  8. Chisana Concerto
  9. Yasai salada monogatari (Story of Vegtable Salad)

### Vocale muziek
- 1998 Little Girl, voor zang en piano  - tekst: Fujio Enoki
- 2004 Harmony tot travel into the future, voor zang en piano - tekst: Miwa Yoshida
- A field of sugarcane (Satokibi batake), voor sopraan en piano - tekst: Michio Mado

### Werken voor orgel
- 1998 Sonatina, voor elektronische orgel

### Werken voor piano
- Happy Farewell, voor piano
- Mozart Rag, voor piano
- To cover a lot of ground, concert voor piano (vierhandig)

### Filmmuziek
- 1980 Buon Compleanno, Mamma !
- 2000 Uchu Enjin Gori tai Spectreman
- 2003 Satoukibi batake no uta